# 木暮聡
木暮 聡（こぐれ さとる、1986年8月5日 - ）は、日本の総合格闘家。千葉県印西市出身。リバーサルジム東京スタンドアウト所属。

## 経歴
千葉県立東葛飾高等学校、成城大学卒業。第2回東北アマチュア修斗選手権大会優勝、第7回中部アマチュア修斗選手権大会準優勝などアマで実績を挙げプロデビュー。
2011年1月10日、プロデビュー戦となった修斗2011年度新人王決定トーナメント1回戦で小蒼卓也と対戦し、1RKO負け。
2012年2月25日、2012年度新人王決定トーナメント2回戦で北村潔と対戦し、判定3-0で勝利を収めた。
2012年6月30日、2012年度新人王決定トーナメント3回戦で佐久間健太と対戦し、判定負け。
2016年3月19日、GRANDSLAM4で論田愛空隆と対戦し判定負け。

## 戦績

### プロ総合格闘技
| 総合格闘技 戦績 | 総合格闘技 戦績 | 総合格闘技 戦績 | 総合格闘技 戦績 | 総合格闘技 戦績 | 総合格闘技 戦績 | 総合格闘技 戦績 |
| --------------- | --------------- | --------------- | --------------- | --------------- | --------------- | --------------- |
| 12 試合         | (T)KO           | 一本            | 判定            | その他          | 引き分け        | 無効試合        |
| 5 勝            | 1               | 1               | 3               | 0               | 2               | 0               |
| 5 敗            | 1               | 1               | 3               | 0               | 2               | 0               |

| 勝敗 | 対戦相手   | 試合結果                 | 大会名                                                                    | 開催年月日    |
| ○    | しょうた   | 1R 1:40 TKO (パウンド)   | DEEP DEEP TOKYO IMPACT 2015 wave8                                         | 2015年5月31日 |
| △    | 岡田秀人   | 5分2R終了 判定0-0        | 修斗 プロフェッショナル修斗公式戦 SHOOTO GIG TOKYO Vol.19                 | 2015年4月18日 |
| ×    | 誠         | 5分2R終了 判定0-3        | 修斗 SHOOTING DISCO FINAL                                                 | 2014年2月22日 |
| ×    | 佐久間健太 | 5分2R終了 判定0-3        | 修斗 SHOOTO GIG TOKYO Vol.10 【修斗 2012年度新人王決定トーナメント3回戦】 | 2012年6月30日 |
| ○    | 北村潔     | 5分2R終了 判定3-0        | 修斗 SHOOTING DISCO 17 【修斗 2012年度新人王決定トーナメント2回戦】       | 2012年2月25日 |
| ○    | HAMAJI     | 1R 0:54 腕ひしぎ三角固め | 修斗 SHOOTING DISCO 16 〜Regeneration〜                                   | 2011年10月1日 |
| △    | 岡田秀人   | 5分2R終了 判定1-1        | 修斗 SHOOTING DISCO 15 〜がんばろう！日本〜                               | 2011年6月11日 |
| ×    | 小蒼卓也   | 1R 2:31 KO（パウンド）   | 修斗 SHOOTOR'S LEGACY 01 【修斗 2011年度新人王決定トーナメント1回戦】     | 2011年1月10日 |

### アマチュア戦績
| 総合格闘技 戦績 | 総合格闘技 戦績 | 総合格闘技 戦績 | 総合格闘技 戦績 | 総合格闘技 戦績 | 総合格闘技 戦績 | 総合格闘技 戦績 |
| --------------- | --------------- | --------------- | --------------- | --------------- | --------------- | --------------- |
| 26 試合         | (T)KO           | 一本            | 判定            | その他          | 引き分け        | 無効試合        |
| 15 勝           | 1               | 1               | 0               | 0               | 0               | 0               |
| 11 敗           | 0               | 2               | 0               | 0               | 0               | 0               |

| 勝敗 | 対戦相手   | 試合結果                      | 大会名                                                                 | 開催年月日     |
| ×    | 合島大樹   | 4分1R終了 判定18-21           | 第17回 全日本アマチュア修斗選手権大会【フェザー級 2回戦】              | 2010年9月5日   |
| ○    | 六本木洋   | 4分1R終了 判定20-15           | 第17回 全日本アマチュア修斗選手権大会【フェザー級 1回戦】              | 2010年9月5日   |
| ×    | 田中路教   | 2R 2:40 腕ひしぎ十字固め      | 第7回 中部アマチュア修斗選手権大会【フェザー級 決勝戦】                | 2010年6月12日  |
| ○    | 松原裕樹   | 1R 2:17 KO（ハイキック）      | 第7回 中部アマチュア修斗選手権大会【フェザー級 準決勝戦】              | 2010年6月12日  |
| ○    | 橋本優大   | 4分1R終了 判定24-20           | 第7回 中部アマチュア修斗選手権大会【フェザー級 1回戦】                 | 2010年6月12日  |
| ×    | 鳥越顕     | 4分1R終了 判定20-21           | 第16回 全日本アマチュア修斗選手権大会【フェザー級 1回戦】              | 2009年9月27日  |
| ×    | 佐久間健太 | 3分2R終了 判定39-30           | 第8回関東アマチュア修斗選手権大会【フェザー級 決勝】                   | 2008年7月6日   |
| ○    | 大里洋志   | 4分1R終了 旗判定2-1           | 第8回関東アマチュア修斗選手権大会【フェザー級 準決勝】                 | 2008年7月6日   |
| ○    | 宇都木正和 | 4分1R終了 判定20-17           | 第8回関東アマチュア修斗選手権大会【フェザー級 1回戦】                  | 2008年7月6日   |
| ×    | 桑原悠     | 4分1R終了 判定19-18           | 第5回 東日本アマチュア修斗オープントーナメント【フェザー級 1回戦】     | 2008年12月21日 |
| ×    | 仲秀隆     | 4分1R終了 旗判定1-2           | 第5回 西日本アマチュア修斗オープントーナメント【フェザー級 3回戦】     | 2008年11月16日 |
| ○    | 増井亮太   | 4分1R終了 判定19-17           | 第5回 西日本アマチュア修斗オープントーナメント【フェザー級 2回戦】     | 2008年11月16日 |
| ×    | 中村好史   | 3分2R終了 判定40-37           | 大宮フリーファイト60【ライト級】                                       | 2008年10月19日 |
| ×    | 佐野博     | 4分1R終了 判定19-20           | 第15回 全日本アマチュア修斗選手権大会【フェザー級 1回戦】              | 2008年9月14日  |
| ○    | 桐田正人   | 3分2R終了 判定41-38           | 第2回東北アマチュア修斗選手権大会【フェザー級 決勝】                   | 2008年7月6日   |
| ○    | 小野島恒太 | 4分1R終了 判定20-18           | 第2回東北アマチュア修斗選手権大会【フェザー級 準決勝】                 | 2008年7月6日   |
| ○    | 久保慎太郎 | 1R 3:46 1本(腕ひしぎ十字固め) | 第2回東北アマチュア修斗選手権大会【フェザー級 2回戦】                  | 2008年7月6日   |
| ○    | 中村浩     | 4分1R終了 判定20-18           | 第2回東北アマチュア修斗選手権大会【フェザー級 1回戦】                  | 2008年7月6日   |
| ○    | 稲垣顕二郎 | 3分2R終了 判定40-38           | 第7回関東アマチュア修斗フレッシュマントーナメント【フェザー級 決勝】   | 2008年5月6日   |
| ○    | 瀬谷崎将也 | 4分1R終了 判定24-21           | 第7回関東アマチュア修斗フレッシュマントーナメント【フェザー級 準決勝】 | 2008年5月6日   |
| ○    | 辻田大祐   | 4分1R終了 判定23-18           | 第7回関東アマチュア修斗フレッシュマントーナメント【フェザー級 2回戦】  | 2008年5月6日   |
| ○    | 萩原幸太郎 | 4分1R終了 判定20-16           | 第7回関東アマチュア修斗フレッシュマントーナメント【フェザー級 1回戦】  | 2008年5月6日   |
| ○    | 瀬谷崎将也 | 3分2R終了 判定41-39           | 大宮FF 58【フェザー級】                                                | 2008年2月10日  |
| ×    | 横内好充   | 1R 1:36 1本(三角絞め)         | 東京フリーファイト6【フェザー級】                                      | 2007年6月30日  |
| ×    | 鳥越顕     | 4分1R終了 判定20-22           | 第7回東日本アマチュア修斗フレッシュマントーナメント【フェザー級】      | 2007年5月3日   |
| ×    | 鑑継亮太   | 3分2R終了 判定37-50           | 大宮FF 55【フェザー級】                                                | 2007年3月11日  |

## 獲得タイトル
- 第7回 中部アマチュア修斗選手権 フェザー級 準優勝（2010年）
- 第8回 関東アマチュア修斗選手権 フェザー級 準優勝（2009年）
- 第2回 東北アマチュア修斗選手権 フェザー級 優勝（2008年）
- 第7回関東アマチュア修斗フレッシュマントーナメント 優勝（2008年）